# Moulins-le-Carbonnel
Pour les articles homonymes, voir Moulins.
Moulins-le-Carbonnel est une commune française, située dans le département de la Sarthe en région Pays de la Loire, peuplée de 697 habitants (les Moulinois).
La commune fait partie de la province historique du Maine.

## Géographie

### Lieux-dits et écarts
La Pouplinière, la Bougonnière, les Trottinières, le Mesnil, la Métairie, le Patis Halbron, la Pigorerie, la Rivière, la Bretonnière, l'Aulnay, le Ruau, la Boulardière, les Gaultiers, le Moulin du Désert, la Ratière, la Cousinière, le Patisseau, la Guéroisière, les Champs Roux, le Clos Moulé, la Douettée, Senou, Champ Poirier, Hautes-Roches, l'Ecotais, le Pont, le Minerai, la Barberie, l'Ouche, le Clos de l'Ouche, les Rogers, la Croix des Rogers, le Bois des Rogers, Bel Air, le Grand Pré, les Nouettes, la Louverie, la Gesnaie, la Frelonnière, la Gironnière, la Girardière, la Giraudière, la Cussonnière, le Rocher, le Domaine, les Croix, la Tonnelière, la Huttière, la Monnerie, les Petits Parcs, la Mérancière, la Michardière, le Bois Poulard, la Brasserie, la Bigrie, la Brousse, la Vanrie, Gagné, le Tertre, la Vallée du Tertre, le Pin, la Jossière, la Rousselière, l'Ancellière, le Godey, la Godfresne, les Cordeliers, la Cordonnière, Grandchamp, la Poterie, le Bois de Moulins, la Planche, la Radonnière, la Racinière, la Beslière, la Chapelle Saint-Martin.

### Communes limitrophes
| Saint-Céneri-le-Gérei (Orne) | Mieuxcé (Orne)       | Héloup (Orne)      |
|                              | Moulins-le-Carbonnel |                    |
| Saint-Léonard-des-Bois       | Assé-le-Boisne       | Gesnes-le-Gandelin |

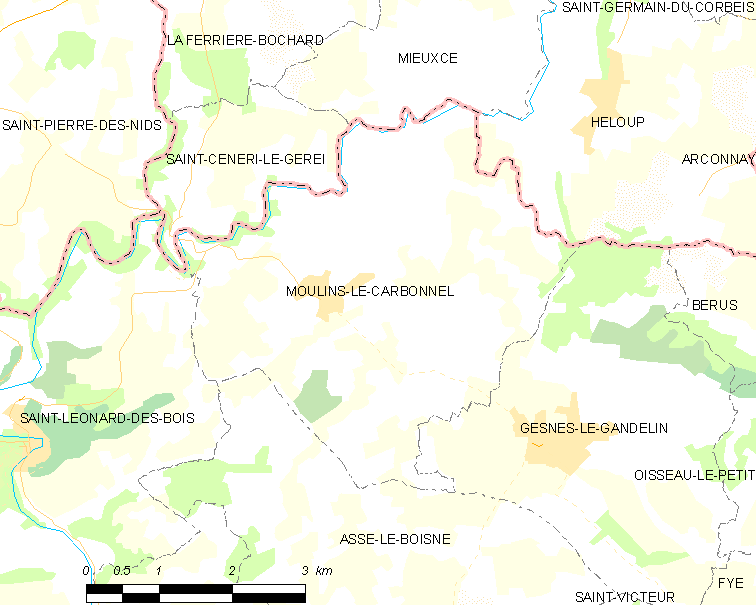
Carte de la commune.
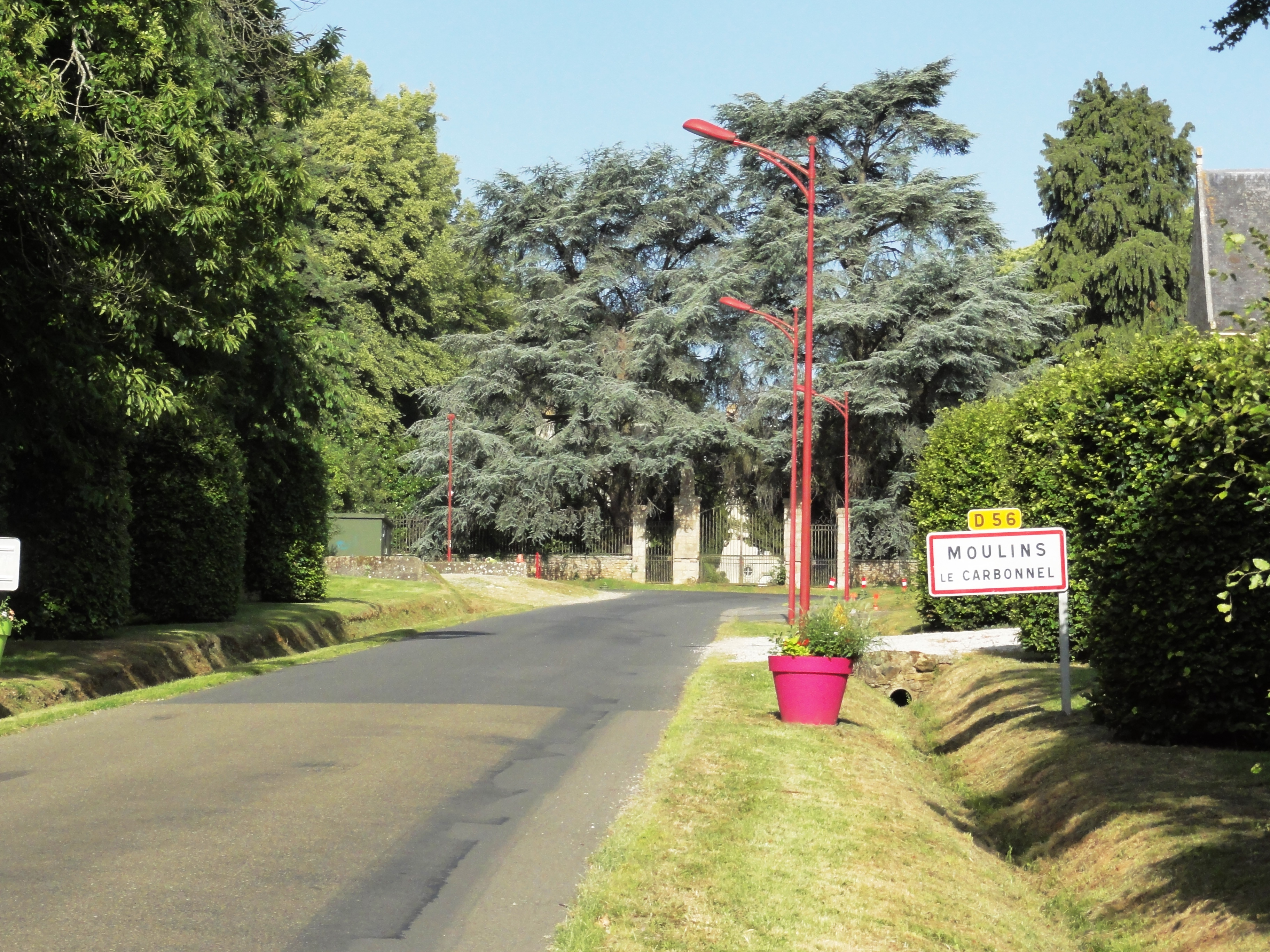
Entrée du bourg.
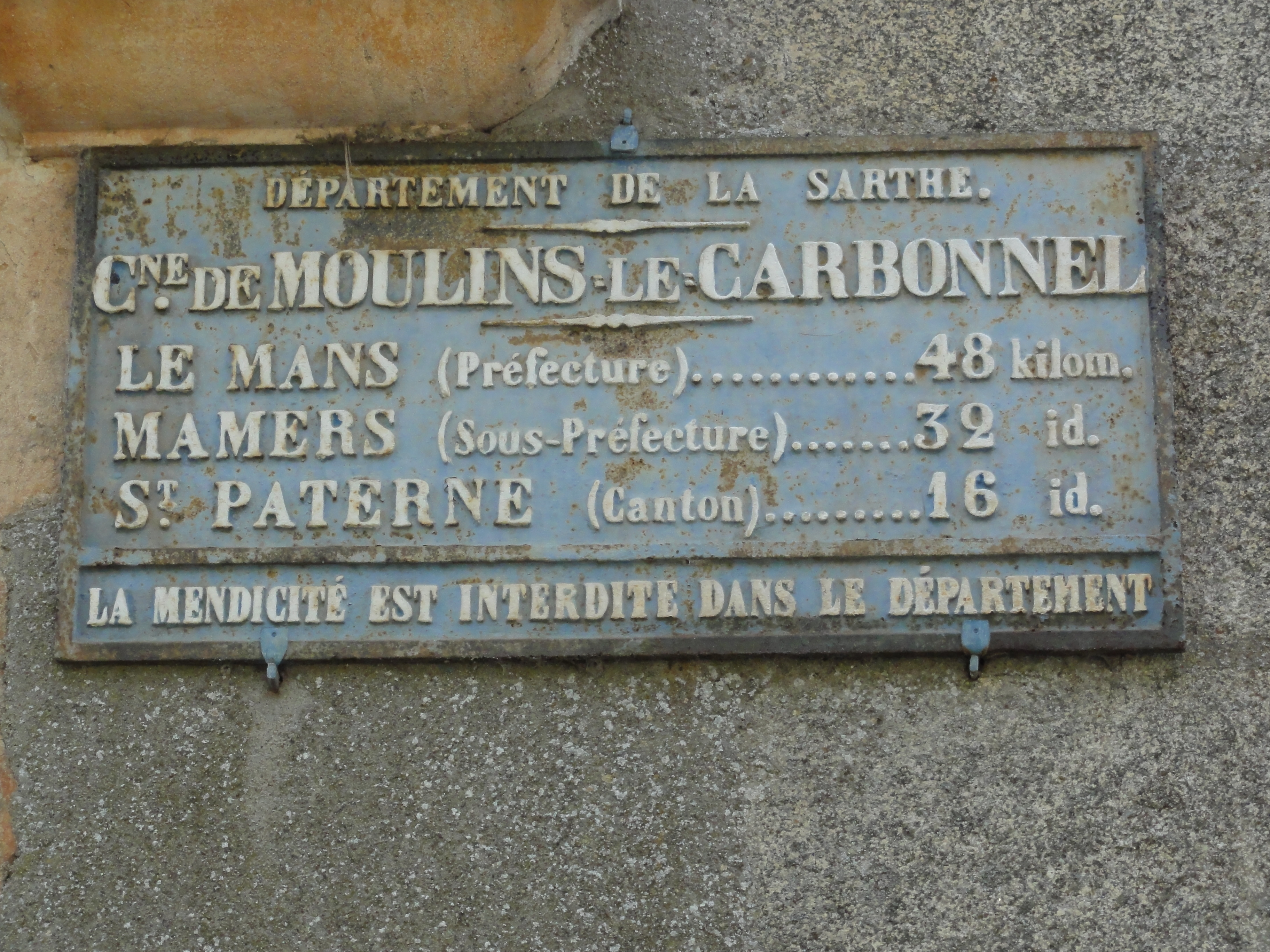
Plaque de cocher identifiant la commune.
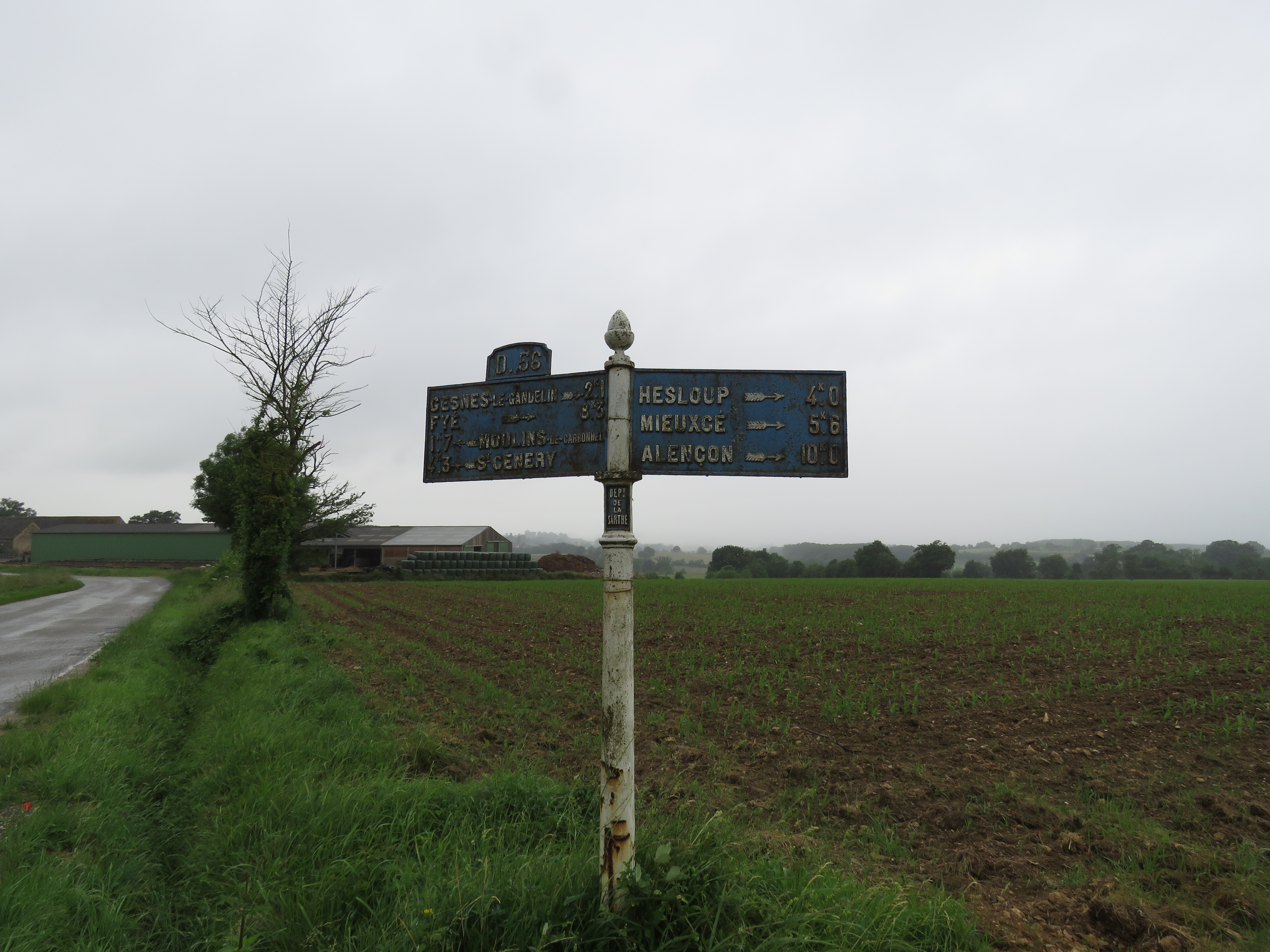
Plaque de cocher, poteau indicateur.

### Climat
Pour des articles plus généraux, voir Climat des Pays de la Loire et Climat de la Sarthe.
En 2010, le climat de la commune est de type climat océanique dégradé des plaines du Centre et du Nord, selon une étude du CNRS s'appuyant sur une série de données couvrant la période 1971-2000. En 2020, Météo-France publie une typologie des climats de la France métropolitaine dans laquelle la commune est dans une zone de transition entre le climat océanique et le climat océanique altéré et est dans la région climatique  Normandie (Cotentin, Orne), caractérisée par une pluviométrie relativement élevée (850 mm/a) et un été frais (15,5 °C) et venté. 
Pour la période 1971-2000, la température annuelle moyenne est de 10,4 °C, avec une amplitude thermique annuelle de 14,5 °C. Le cumul annuel moyen de précipitations est de 794 mm, avec 12,8 jours de précipitations en janvier et 7,7 jours en juillet. Pour la période 1991-2020, la température moyenne annuelle observée sur la station météorologique de Météo-France la plus proche, « Alençon - Valframbert », sur la commune d'Alençon à 11 km à vol d'oiseau, est de 11,3 °C et le cumul annuel moyen de précipitations est de 743,7 mm,. Pour l'avenir, les paramètres climatiques de la commune estimés pour 2050 selon différents scénarios d'émission de gaz à effet de serre sont consultables sur un site dédié publié par Météo-France en novembre 2022.

## Urbanisme

### Typologie
Au 1er janvier 2024, Moulins-le-Carbonnel est catégorisée commune rurale à habitat dispersé, selon la nouvelle grille communale de densité à sept niveaux définie par l'Insee en 2022.
Elle est située hors unité urbaine. Par ailleurs la commune fait partie de l'aire d'attraction d'Alençon, dont elle est une commune de la couronne,. Cette aire, qui regroupe 89 communes, est catégorisée dans les aires de 50 000 à moins de 200 000 habitants,.

### Occupation des sols
L'occupation des sols de la commune, telle qu'elle ressort de la base de données européenne d’occupation biophysique des sols Corine Land Cover (CLC), est marquée par l'importance des territoires agricoles (94,5 % en 2018), une proportion identique à celle de 1990 (94,5 %). La répartition détaillée en 2018 est la suivante : 
prairies (60,6 %), terres arables (33,9 %), forêts (3,7 %), zones urbanisées (1,8 %). L'évolution de l’occupation des sols de la commune et de ses infrastructures peut être observée sur les différentes représentations cartographiques du territoire : la carte de Cassini (XVIIIe siècle), la carte d'état-major (1820-1866) et les cartes ou photos aériennes de l'IGN pour la période actuelle (1950 à aujourd'hui).

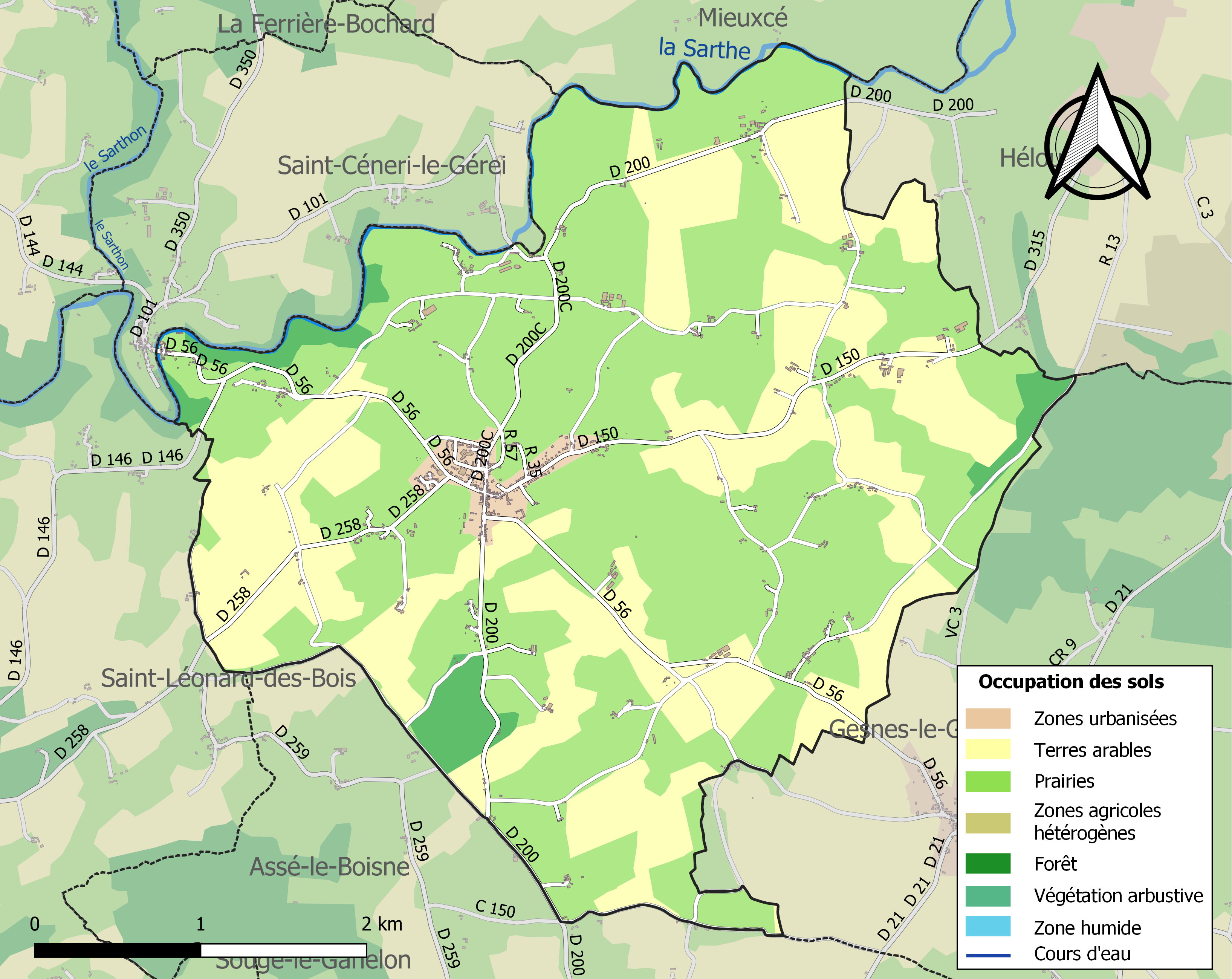
Carte des infrastructures et de l'occupation des sols de la commune en 2018 (CLC).

## Toponymie
En 1097, son toponyme s’écrivait de Molendinis. Il pourrait s’agir du latin molinum qui désigne un moulin, mais aussi du nom des Moulins, premiers seigneurs du lieu (ce qui expliquerait mieux le pluriel). Quant à la seconde partie du toponyme actuel, elle correspond au nom de la famille Carbonnel, dont un dénommé Guillaume devint seigneur de Molendinis.

## Histoire
La première famille seigneuriale connue porte le nom de Moulins et est citée dès le XIe siècle. La famille Carbonnel lui a succédé assez rapidement. En 1096, Guillaume Carbonnel est seigneur de Moulins.

## Politique et administration
| Période                                  | Période      | Identité          | Étiquette | Qualité                           |
| ---------------------------------------- | ------------ | ----------------- | --------- | --------------------------------- |
| 1989                                     | janvier 2017 | Jean-Marie Jouve  | SE        | Dessinateur                       |
| janvier 2017                             | En cours     | Stéphanie Bouquet | SE        | Formatrice en économie et gestion |
| Les données manquantes sont à compléter. |              |                   |           |                                   |

## Démographie
L'évolution du nombre d'habitants est connue à travers les recensements de la population effectués dans la commune depuis 1793. Pour les communes de moins de 10 000 habitants, une enquête de recensement portant sur toute la population est réalisée tous les cinq ans, les populations de référence des années intermédiaires étant quant à elles estimées par interpolation ou extrapolation. Pour la commune, le premier recensement exhaustif entrant dans le cadre du nouveau dispositif a été réalisé en 2007.
En 2022, la commune comptait 697 habitants, en évolution de −0,71 % par rapport à 2016 (Sarthe : −0,25 %, France hors Mayotte : +2,11 %).
| 1793 | 1800 | 1806 | 1821 | 1831  | 1836  | 1841  | 1846  | 1851  |
| ---- | ---- | ---- | ---- | ----- | ----- | ----- | ----- | ----- |
| 855  | 911  | 894  | 966  | 1 102 | 1 182 | 1 125 | 1 103 | 1 084 |

| 1856  | 1861  | 1866  | 1872  | 1876  | 1881 | 1886 | 1891 | 1896 |
| ----- | ----- | ----- | ----- | ----- | ---- | ---- | ---- | ---- |
| 1 110 | 1 115 | 1 115 | 1 071 | 1 058 | 910  | 933  | 837  | 777  |

| 1901 | 1906 | 1911 | 1921 | 1926 | 1931 | 1936 | 1946 | 1954 |
| ---- | ---- | ---- | ---- | ---- | ---- | ---- | ---- | ---- |
| 714  | 703  | 709  | 671  | 659  | 659  | 612  | 612  | 570  |

| 1962 | 1968 | 1975 | 1982 | 1990 | 1999 | 2006 | 2007 | 2012 |
| ---- | ---- | ---- | ---- | ---- | ---- | ---- | ---- | ---- |
| 563  | 548  | 549  | 640  | 681  | 666  | 722  | 730  | 715  |

| 2017 | 2022 | - | - | - | - | - | - | - |
| ---- | ---- | - | - | - | - | - | - | - |
| 697  | 697  | - | - | - | - | - | - | - |

## Culture locale et patrimoine

### Lieux et monuments

#### Patrimoine religieux
- Église Saint-Symphorien.
- Chapelle Saint-Martin. Elle date du XIIe ou XIIIe siècle. Elle est faite en granit, grès de roussard et de brique. Cette petite chapelle est perdue au milieu des champs. C'est une simple nef rectangulaire qui a une fenêtre d'époque romane à son chevet.

#### Patrimoine civil
- Monument aux morts.
- Château.

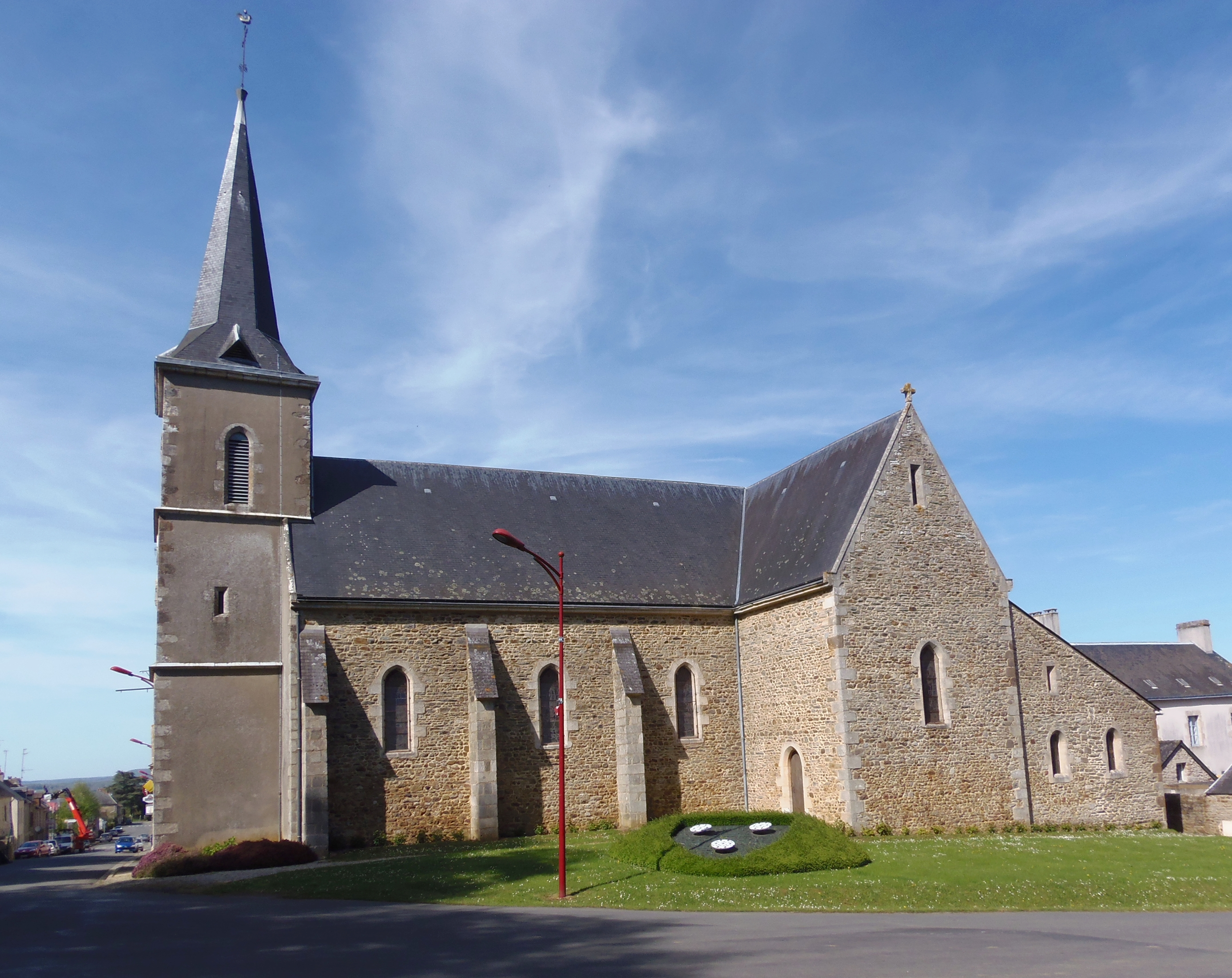
L'église Saint-Symphorien.
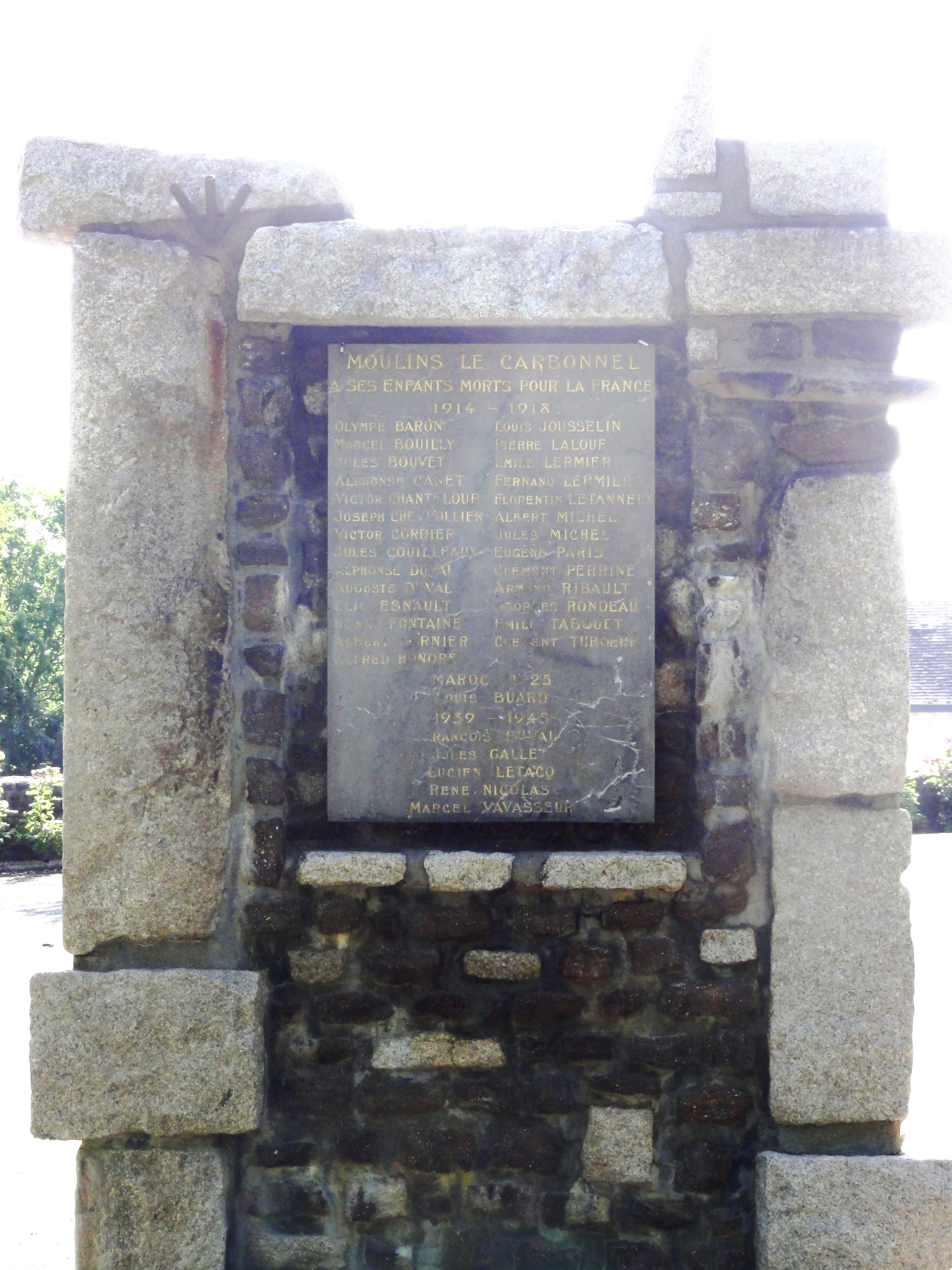
Le monument aux morts.
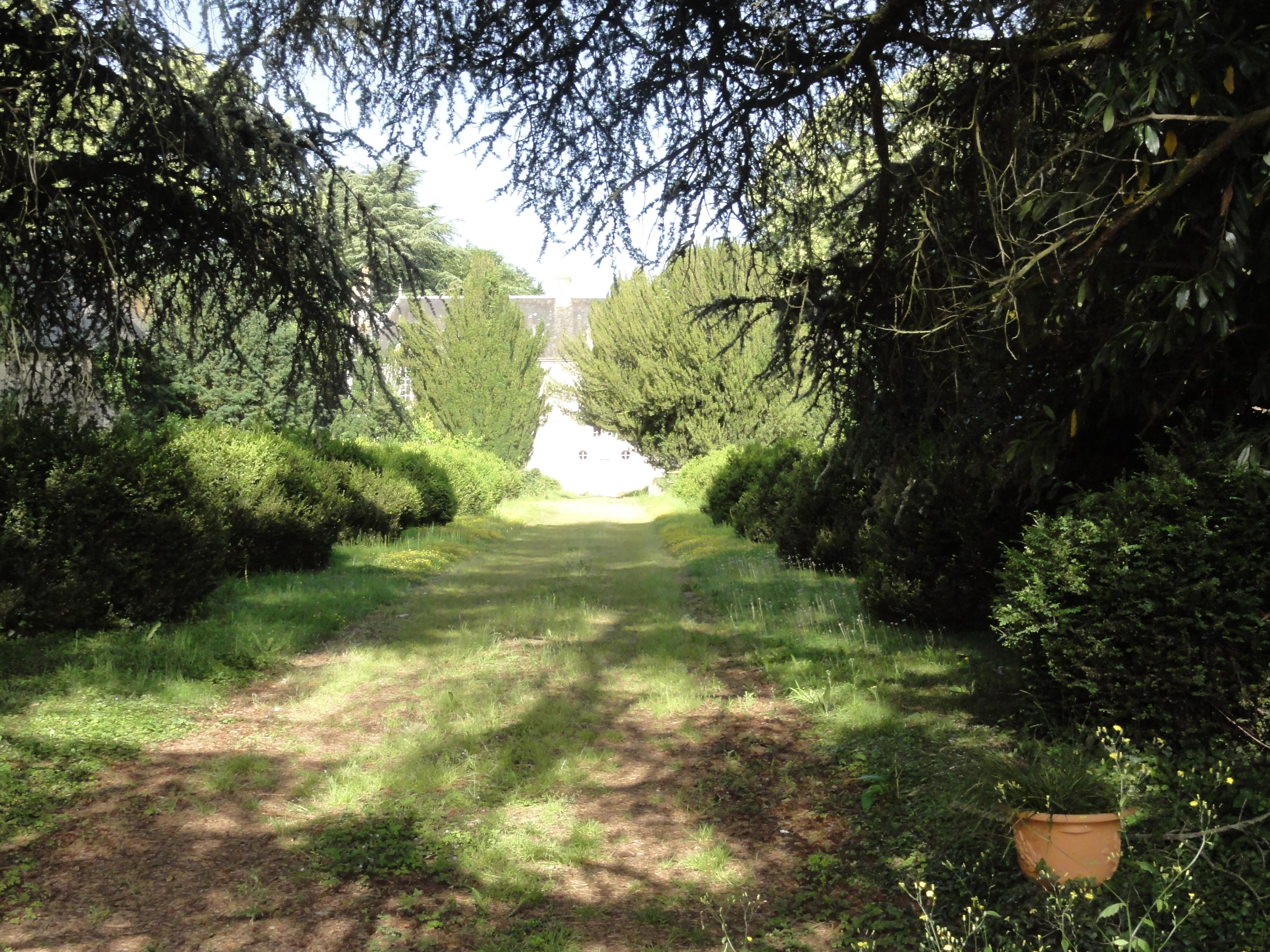
Aperçu du château dans son parc.

### Héraldique
| Blason de Moulins-le-Carbonnel | Blason  | Coupé de gueules et d'azur, à trois tourteaux d'hermine brochant sur le tout et à la filière d'or. |
| Blason de Moulins-le-Carbonnel | Détails | Le statut officiel du blason reste à déterminer.                                                   |